# 35e Match des étoiles de la Ligue nationale de hockey
Match précédent Match suivant
Le 35e Match des étoiles de la Ligue nationale de hockey a eu lieu le 8 février 1983 dans la patinoire des Islanders de New York : la Nassau Veterans Memorial Coliseum, devant 15230 spectateurs.

## Bilan du match
Wayne Gretzky remporte alors son premier titre de MVP d'un Match des étoiles. Il inscrit à lui tout seul quatre buts en dernière période, un record pour un Match des étoiles.

### Détail du match
Score
| 8 février 1983 | Prince de Galles | 3-9 | Campbell |  |

| Feuille de match | Feuille de match                                              | Feuille de match | Feuille de match | Feuille de match |
| ---------------- | ------------------------------------------------------------- | ---------------- | --- | ---------------- |
|                  | Goulet (P. Šťastný) 3:41 Bourque 19:01 Maloney (Marini) 54:04 |                  | Babych (McDonald, Sutter) 11:37 (SN) Ciccarelli (Broten, Secord) 23:01 McCarthy (Ciccerelli, Murray) 34:51 Gretzky (Kurri, Coffey) 46:20 McDonald (Sutter, Dionne) 47:29 Gretzky (Messier, Kurri) 50:31 Gretzky (Wilson, Messier) 55:32 Vaive 57:15 Gretzky (Messier) 59:18 |                  |
|                  |                                                               |                  | |                  |
|                  |                                                               |                  | |                  |
|                  |                                                               |                  | |                  |

Pénalités
- Sutter (accrocher) 6:26
- Langevin (accrocher) 10:58
- Ramsey (retenir) 43:33

## Joueurs sélectionnés
| Conférence Campbell - 3 - D Willie Huber (Red Wings de Détroit) - 4 - D Craig Hartsburg (North Stars du Minnesota) - 6 - D Bob Murray (Blackhawks de Chicago) - 7 - D Paul Coffey (Oilers d'Edmonton) - 8 - C Neal Broten (North Stars du Minnesota) - 9 - AD Lanny McDonald (Flames de Calgary) - 10 - AG Brian Sutter (Blues de Saint-Louis) - 11 - AG Mark Messier (Oilers d'Edmonton) - 12 - AG Tom McCarthy (North Stars du Minnesota) - 16 - C Marcel Dionne (Kings de Los Angeles) - 17 - AD Jari Kurri (Oilers d'Edmonton) - 18 - C Denis Savard (Blackhawks de Chicago) - 19 - AD Dino Ciccarelli (North Stars du Minnesota) - 20 - AG Al Secord (Blackhawks de Chicago) - 22 - AD Rick Vaive (Maple Leafs de Toronto) - 24 - D Doug Wilson (Blackhawks de Chicago) - 30 - G Murray Bannerman (Blackhawks de Chicago) - 31 - G John Garrett (Canucks de Vancouver) - 44 - D Dave Babych (Jets de Winnipeg) - 99 - C Wayne Gretzky (Oilers d'Edmonton) - Entraîneur - Roger Neilson (Canucks de Vancouver) | Conférence Prince de Galles - 1 - G Pete Peeters (Bruins de Boston) - 2 - D Mark Howe (Flyers de Philadelphie) - 4 - D Mike Ramsey (Sabres de Buffalo) - 5 - D Denis Potvin (Islanders de New York) - 6 - D Rod Langway (Capitals de Washington) - 7 - D Ray Bourque (Bruins de Boston) - 8 - C Ron Francis (Whalers de Hartford) - 10 - C Barry Pederson (Bruins de Boston) - 11 - AG Ryan Walter (Canadiens de Montréal) - 12 - AG Don Maloney (Rangers de New York) - 16 - AG Michel Goulet (Nordiques de Québec) - 17 - AD Rick Kehoe (Penguins de Pittsburgh) - 18 - AD Marián Šťastný (Nordiques de Québec) - 19 - AG Bryan Trottier (Islanders de New York) - 20 - AD Hector Marini (Devils du New Jersey) - 22 - AD Mike Bossy (Islanders de New York) - 26 - C Peter Šťastný (Nordiques de Québec) - 27 - C Darryl Sittler (Flyers de Philadelphie) - 28 - D Dave Langevin (Islanders de New York) - 31 - G Pelle Lindbergh (Flyers de Philadelphie) - Entraîneur - Al Arbour (Islanders de New York) |